# Spencer List
Spencer List (Miami, 6 aprile 1998) è un attore statunitense.

## Biografia
List è nato in Florida, ma si è trasferito a New York all'età di 4 anni. All'età di 12/13 anni si è trasferito a Los Angeles. Ha iniziato a recitare in tenera età, sia da solo che anche con la sorella gemella Peyton . List è anche molto attivo su Twitter, dove interagisce con i suoi sostenitori e molti altri. 
Il fratello minore di List, Phoenix e la sorella gemella Peyton sono entrambi attori e modelli.

## Filmografia

### Attore

#### Cinema
- Spider-Man 2, regia di Sam Raimi (2004) non accreditato
- Offspring, regia di Andrew van den Houten (2009)
- Bereavement, regia di Stevan Mena (2010)
- Disappearing Days, regia di Bruce Thierry Cheung – cortometraggio (2010)
- Bringing Up Bobby, regia di Famke Janssen (2011)
- The Orphan Killer, regia di Matt Farnsworth (2011)
- Night Has Settled, regia di Steve Clark (2014)
- Foreclosure, regia di Richard Ledes (2014)
- Mockingbird - In diretta dall'inferno (Mockingbird), regia di Bryan Bertino (2014)
- Black Dog, Red Dog, di vari registi (2015)
- Hard Sell, regia di Sean Nalaboff (2016)
- The Bachelors - Un nuovo inizio (The Bachelors), regia di Kurt Voelker (2017)
- La diseducazione di Cameron Post (The Miseducation of Cameron Post), regia di Desiree Akhavan (2018) non accreditato
- Anthem of a Teenage Prophet, regia di Robin Hays (2018)
- The Thinning: New World Order, regia di Michael J. Gallagher (2018) non accreditato
- Dead Leaf Butterfly, regia di Dylan Riley Snyder - cortometraggio (2018)
- Exploited, regia di Jon Abrahams (2022)

#### Televisione
- Una vita da vivere (One Life to Live) – serial TV, 1 episodio (1999)
- Law & Order - Unità vittime speciali (Law & Order: Special Victims Unit) – serie TV, 1 episodio (2003)
- Haskett's Chance, regia di Tim Blake Nelson – film TV (2006)
- Saturday Night Live – serie TV, 1 episodio (2007) non accreditato
- Fringe – serie TV, 1 episodio (2009)
- CSI: Miami – serie TV, 1 episodio (2011)
- iCarly – serie TV, 1 episodio (2012)
- American Viral – serie TV, 1 episodio (2014)
- A Wife's Nightmare - L'incubo di una moglie (A Wife's Nightmare), regia di Vic Sarin – film TV (2014)
- Summer Camp (Bunk'd) – serie TV, 1 episodio (2016)
- The Fosters – serie TV, 3 episodi (2018)
- Good Trouble – serie TV, 3 episodi (2019-2021)

### Doppiatore
- Wonder Pets! – serie TV animata, 1 episodio (2009)

## Doppiatori italiani
Nelle versioni in italiano delle opere in cui ha recitato, Spencer List è stato doppiato da:
- Stefano Broccoletti in The Fosters
- Sacha De Toni in Good Trouble